# Katherina von Baden
Katherina von Baden (* 15. Januar 1449; † vor 8. Mai 1484) war eine badische Titular-Markgräfin und nach ihrer Eheschließung Gräfin von Werdenberg-Sargans.

## Herkunft
Sie war eine Tochter von Markgraf Karl I. von Baden und Katharina von Österreich.

## Leben
Katherina heiratete am 19. Mai 1464 den Grafen Georg von Werdenberg († 1500). Dieser war ein Sohn des Grafen Johann III. von Werdenberg und der Gräfin Elisabeth von Württemberg. Zu seinen Brüdern zählten Graf Hugo XI. von Werdenberg und Bischof Johann von Augsburg. Georg hatte 1459 von seinem Vater die Grafschaft Heiligenberg übernommen und übte nach dessen Tod auch das Familienseniorat aus. Er hielt gute Beziehungen zum Ravensburger Handelskapital und trat um 1476 in den Dienst der Grafen von Württemberg.

## Nachkommen
Aus ihrer Ehe mit Georg hatte Katherina mehrere Kinder:
- Graf Johann von Werdenberg († 1522), keine Nachkommen.
- Graf Felix von Werdenberg († vom 11. auf den 12. Juli 1530 in Augsburg) ⚭ mit einer wallonischen Erbin, keine Nachkommen. Er war Kriegs- und Hofmann im Dienst der Kaiser Maximilian I. und Karl V.
- Graf Christoph von Werdenberg († 29. Januar 1534 in Sigmaringen) ⚭ 1. mit Eleonora Gonzaga († 1512), ⚭ 2. Johanna von Berselle (Johanna van Witthem) (1495 – nach dem 19. August 1544); aus beiden Ehen keine Nachkommen
- Gräfin Magdalena von Werdenberg (1464 – 9. September 1538) ⚭ Jan van Egmond (3. April 1438 – 21. August 1516)
- Gräfin Elisabeth von Werdenberg († 20. Dezember 1536) ⚭ 1485[2] mit Erasmus I. Schenk von Erbach († 1. September 1503)